# Argentinomyia funereus
Argentinomyia funereus är en tvåvingeart som först beskrevs av Hull 1949.  Argentinomyia funereus ingår i släktet Argentinomyia och familjen blomflugor. Inga underarter finns listade i Catalogue of Life.